# Pastora Matoses
María Rafaela Matoses (París, 1892 - Angulema, 2 de octubre de 1952) fue una conocida pintora francesa.

## Vida
Era hija de los pintores Manuel Matoses Vicent (valenciano) y de Marguerite Dumas (de Poitiers, Francia). Se crio en un ambiente rico y educado, siempre girando en torno al arte. Aprenderá a pintar siendo niña, con la ayuda de sus padres. 
Fue modelo de los cuadros de sus padres, como éstos lo fueron de los suyos. Fue premiada en el Salón de artistas franceses y empezó a dar clases tanto de arte como de otras materias. Algunos de sus cuadros fueron comprados por importantes museos. 
Murió de un derrame cerebral el 2 de octubre de 1952 cuatro años antes que sus padres. Su capilla ardiente se estableció en el Ayuntamiento de Angulema durante tres días, en los cuales, todos sus alumnos pasaron a dar el último adiós a la pintora. Expresamente, y por orden del director de la sociedad arqueológica, de la que Manuel Matoses era activo societario,  envía a un secretario para que redacte detalladamente el transcurso de la ceremonia en un escrito, bajo el nombre de 
"Las escequias de la señorita Matoses", un fragmento del cual les mostramos:
Un muy importante cortejo, en cabeza del cual, todas las damas del círculo femenino, ha seguido, sábado por la mañana, las escequias de la señorita Pastora Matoses. Calle Waldeck Rousseau, en el domicilio de la artista, la capilla ardiente literalmente adornada de flores, hoces magníficos, corona del círculo, modestos ramos, mezclados a las obras de Pastora Matoses que ha sido a su hora una pintora de flores de un raro talento. Las condolencias fueron recibidas por el padre de la difunta, sr. D. Manuel Matoses.
Nosotros hemos anotado la presencia, entre otros, de la señora Colchef, sr. Baudrieu, alcalde de Angoulême, el sr. Coronel Pradier, director del parque de artillería; sra. Bachelier, consejera municipal; sr. Luzinier, antiguo teniente a alcalde; Peyronnet, conservador del museo; Patoiseau, director de la escuela de bellas artes; Burias, archivero departamental; Roulet- Renolleauz y Fraisse, miembros del departamento de iniciativas; los pintores Guichasse y Claude Bènard; Pastureau, antiguo ingeniero de puentes; Daras, presidente de la sociedad arqueológica e histórica de la Charente; señorita Laudré, presidenta general de Soroptimist- Club de Francia. 
El canónigo Condom, capellán militar, amigo personal de la familia, dijo las oraciones de levantar el cuerpo, asistido del vicario de San Ausone. Los cordones mortuorios fueron tenidos por la señorita Rochette, señoras Soulier, Gautier y Pradier. El duelo era conducido por el señor Matoses, asistido de la señora Prémont, presidenta de la sociedad de fomento del bien de la Charente, vicepresidente del círculo femenino y del señor Soulier, abogado del foro de Angoulême.
A la salida de la ceremonia religiosa, a la que asistieron delegaciones de la escuela de San Pablo y del curso Rochette, y donde, entre el numeroso clero, se distinguía el vicario general Lalaudre representando al Sr. Jean-Baptiste Mégnin, obispo de Angoulême.'''

## Obra

### Etapa de formación (1900- 1910)
- Le christ sur ivoire (1900)
- Flores blancas (1906)

### Etapa de consolidación (1910- 1920)
- Señora Anita Matoses (1913)
- Albin Alben  (1915- 1923)
- Monsieur Gabriel Dumas

### Etapa de culminación (1920- 1950)
- La casa de Comberanche (1925)
- Manuel Matoses (1930)
- Conjunto de Café (1930)
- Los estragos de la edad; mujer joven y vieja (1930)

### Etapa final (1950- 1952)
- Bailarina Belle Dance (1952)

- Datos: Q3368490